# Bagdad Rap
Bagdad rap es una película documental sobre el estallido de la segunda guerra de Irak, en la que el rap se ha empleado como parte fundamental de su banda sonora. El documental está dirigido por el español Arturo Cisneros. La película se estrenó el 20 de mayo de 2005 y fue nominada para la XX edición de los Premios Goya en la categoría de canción original con el tema de El Sr. Rojo titulado "Llora por tus miserias".
Bagdad rap critica las razones que llevaron a iniciar esa cruenta guerra, así como critica a George Bush, Aznar y un extenso reportaje acerca de lo que no hemos visto en nuestros televisores. Posee una gran cantidad de colaboraciones de Mc´s, subtítulos, imágenes y entrevistas en diversos idiomas.

## Contenido del CD
1. El Sr. Rojo: "Llora por tus miserias"
2. Frank-T : "La palabra como arma de guerra"
3. Arianna Puello: "Mal Panorama"
4. Selektah Kolektiboa: "Gernika"
5. Zénit: "Psicosis Securitaria"
6. Kase-O / Kamel: "Mienten"
7. Mikel Salas": "Marcha 271005"
8. Mikel Salas": "Grafittis"
9. Mikel Salas": "Victimas Civiles"
10. Mikel Salas": "Saliendo de Bagdad".